# Orquestra de Joves Intèrprets dels Països Catalans
L'Orquestra de Joves Intèrprets dels Països Catalans (OJIPC) neix a Mallorca l'any 2004 com una iniciativa cultural de Magdalena González Crespí.

## Història
La impulsa des del "Forum Musicae. Centre de dinamització dels ensenyaments musicals a les Balears", entitat que presideix Magdalena González, amb la intenció de consolidar-se com un agent cultural que aplega joves d'entre 18 i 26 anys, dels diferents àmbits de la mateixa cultura (Alguer, Andorra, Catalunya, Catalunya Nord, Franja de Ponent, Illes Balears i el País Valencià).
Units pels diferents accents d'una mateixa llengua i amb la música i la llengua com a vincle d'unió, en un segle xxi controvertit, barrejat, multicolor, mestís, multiètnic, pluriracial, volen donar a conèixer al món el nostre patrimoni cultural: les nostres músiques, músiques que ens parlen d'allò que fórem i d'allò que som, i contribuir a cercar el seu lloc en aquest marc tan enriquidor que és la pluralitat, el diàleg i la diversitat des del respecte.
La imatge corporativa de l'OJIPC fou creada l'any 2005 per l'artista d'Alcoi, Antoni Miró, com a mostra de suport a aquest projecte. Actualment l'obra Amar l'OJIPC roman exposada al museu de l'autor situat al Mas Sopalmo.
Amb la creació del Cor Jove dels Països Catalans i el concurs de composició, l'any 2010 s'amplia el ventall d'actuació del projecte de l'OJIPC al camp coral i compositiu.

## Premis
L'Orquestra de Joves Intèrprets dels Països Catalans, poc temps després d'haver estat creada començà a rebre el reconeixement d'entitats i organismes diversos, no solament de Mallorca on va nàixer, sinó també d'arreu dels Països Catalans on ha actuat, amb la concessió de premis diversos que li han estat atorgats.
- Any 2006 - Franja de Ponent

VII Nit de la Cultura de la Franja de Ponent Arxivat 2011-07-20 a Wayback Machine.
(Calaceit, 24 i 25 de novembre de 2006) Premi Jaume I, de la Franja de Ponent
- Any 2009 - Sabadell

Premi Caixa de Sabadell 2009 Per tal d'enregistrar i editar el disc compacte del concert anual de l'Orquestra de Joves Intèrprets dels Països Catalans (OJIPC)
- Any 2009 - Maó

Premis 31 de desembre de 2009 de l'Obra Cultural Balear Premi Josep Maria Llompart, pel seu afany de convertir-se en un projecte de gran abast i calat per a joves de 18 a 26 anys provinents de tot el domini lingüístic català que, a través de la música i la llengua, enforteixin els vincles de tot ordre que uneixen els països de parla i cultura catalanes
- Any 2010 - Palma

Diada de Mallorca 2010 Premi Jaume II, del Consell de Mallorca, per la valuosa tasca realitzada en benefici de l'estudi, la divulgació i l'ensenyament del nostre patrimoni musical i per l'impuls en la creació de nous projectes en el camp de la música
- Any 2010 - Barcelona

Fundació Lluís Carulla XXVIII Premis d'Actuació Cívica, destinats a fer conèixer i distingir la tasca (sovint anònima, però exemplar) de persones que han actuat al servei de la identitat nacional en els diversos àmbits de la vida i de la relació humana

## Concerts
El 14 d'agost de 2004 l'Orquestra de Joves Intèrprets dels Països Catalans fa la seva presentació oficial a Barcelona amb el concert de cloenda del Festival Mundial de la Joventut, emmarcat dins el Fòrum Universal de les Cultures, i actua també en concert, l'endemà mateix, a la seu catedral de Perpinyà.
Des de l'any 2006 -segona temporada, dedicada al músic català Enric Morera i Viura- comença a col·laborar amb el Forum Musicae, entitat titular de l'orquestra, la Universitat Catalana d'Estiu (UCE). Fruit d'aquesta col·laboració és la creació d'un Secretariat Permanent a Barcelona, i l'inici d'una sèrie d'encontres a Prada de Conflent, amb intervencions musicals anuals a l'Abadia de Sant Miquel de Cuixà.
L'any 2007, tercera temporada de concerts, dedicada a la compositora valenciana Matilde Salvador, l'Orquestra torna a actuar a Prada de Conflent i, per primera vegada, al País Valencià, al municipi alacantí de Mutxamel.
L'any 2008, quarta temporada, dedicada al músic mallorquí Baltasar Samper, l'OJIPC realitza l'Encontre a la vila de Pontós (Girona) i interpreta concerts en quatre indrets diversos dels Països Catalans: a Prada de Conflent, a Sant Antoni de Portmany, a Maó i a Palma.
L'any 2009, cinquena temporada, dedicada al músic català Isaac Albéniz, l'Orquestra de Joves Intèrprets dels Països Catalans actua en concert a Prada de Conflent i a Santa Eulària des Riu (Eivissa).
L'any 2010, temporada en què l'OJIPC commemora el cinquè aniversari de la seva creació, actua en concert al Palau Foz (Lisboa) i al Palau de la Música Catalana (Barcelona).

## Enregistraments
L'OJIPC té enregistrats, amb el suport de l'emissora Catalunya Música, i editats, IV volums de la col·lecció Compositors dels Països Catalans:
- Vol. I, 2006: dedicat al valencià Manuel Palau i als catalans Enric Morera, Eduard Toldrà i Pau Casals.
- Vol.II, 2007: dedicat a la castellonenca Matilde Salvador i als catalans Jaume Pahissa i Jo i Joaquim Serra i Corominas. En aquest volum s'ha realitzat el primer enregistrament de l'obra el Rossinyol i la rosa de Matilde Salvador.
- Vol. III, 2008: dedicat al valencià Manel Oltra, al mallorquí Baltasar Samper, i al català Eduard Toldrà. En aquest Volum s'ha realitzat el primer enregistrament de la reestrena de la Suite en Mi (1919) d’Eduard Toldrà i, amb motiu de l'any Jaume I, l'estrena de La Mata de Jonc, de Joan Martorell i Adrover, basat en el mateix exemple de la Crònica de Ramon Muntaner.
- Vol. IV, 2009: dedicat als catalans Isaac Albéniz i Pascual, i Joan Manén i Planas, al mallorquí Mas Porcel i al valencià Vicent Asencio i Ruano. En aquest Volum s'ha realitzat el primer enregistrament de la Suite simfònica de l'Òpera del Castell d'Iràs i no Tornaràs, de Jaume Mas Porcel.
- Vol. V, 2010: Inclourà el primer enregistrament de les Aquarel·les valencianes d'Eduard López-Chávarri i Marco, Nocturn per a piano i orquestra de Jaume Mas Porcel, el Ritual de Pagesia de Baltasar Samper i la sardana Et recordem de Lluís Albert i Rivas, realitzat a Lisboa el 4 de març de 2010, així com les Tres danses valencianes d'Amand Blanquer i Ponsoda, la Sardana de Griselda i Gentil i la Dansa dels Fallaires de Jaume Pahissa, interpretades al concert de l'11 d'abril de 2010 al Palau de la Música, gràcies al suport de l'emissora Catalunya Música.

## Partitures
Edicions de partitures recuperadesAl mateix temps l'OJIPC ha duit a terme l'edició de les següents obres inèdites:
- Del compositor Enric Morera (Barcelona, 1865-1942):
  - Somni. Editorial B&M. Versió Català/anglès
  - Indíbil i Mandoni (poema simfònic, 1890), Editorial B&M. Versió català/anglès
  - Pàtria (marxa per orquestra, 1892). Editorial B&M. Versió català/anglès
  - Catalònia (Epigrama simfònic, 1898). Editorial B&M. Versió català/anglès
- Del compositor Jaume Pahissa i Jo (Barcelona, 1880 - Argentina 1969:
  - El Combat (poema simfònic, 1901). Editorial B&M. Versió català/anglès
  - A les costes mediterrànies (obertura per a orquestra, 1906). Editorial B&M. Versió català/anglès
  - Sardana de Griselda i Gentil (de l'òpera Canigó, 1910)
  - La dansa dels fallaires (de l'òpera Canigó, 1910)
- Del compositor Jaume Mas Porcel (Palma, 1909 - Alacant, 1993)
  - Suite simfònica de l'òpera el castell d'iràs i no tornaràs. Miquel Estelrich Serralta. Editorial Piles. Versió català/anglès